# トムスク
トムスク（Томск, Tomsk）は、ロシア連邦のシベリア連邦管区のトムスク州の州都である。
2021年の時点での人口は約55万人であった。シベリアでは特に古い町の1つに数えられており、2004年には建設400周年を祝った。

## 地理・気候
トミ川に臨み、トミ川がオビ川に合流する地点から約60 km上流側に、トムスクの町は形成された。
- 北緯 56.50°
- 東経 84.97°

- 1月の平均気温は、−19 ℃から−21 ℃
- 7月の平均気温は、+17 ℃から+18 ℃
- 年間の平均気温は、−1.3 ℃
- 年間降水量は、435 mm

冬期間は寒さが厳しく、1969年1月には最低気温-55 ℃を記録した。

## 交通
トミ川に臨む河港を有し、水運が利用できる。
またトムスクには、シベリア鉄道のトムスク支線の駅が設置されている。
周辺には湿地帯などが多く、陸上交通は不便な地域なので、トムスク支線が完成するまでは、
水運の重要度が、より高かった。また、トムスク市電も有る。

## 歴史
1604年にツァーリのボリス・ゴドゥノフが、
コサックのガヴリル・ピセムスキーに命じてトミ河畔に建設させた要塞を起源とする町である。
軍事的な拠点として発展し、地域の行政の中心となった。1782年に都市として登録され、
1804年にはトムスク県の県都と定められた。
1830年代より、シベリアでの金の採掘が盛んになったために、人口が急速に増えた。
一時はシベリア最大の都市となったものの、シベリア鉄道を建設した際に、トムスクは幹線から外れた。
この理由は、トムスクの先のオビ川周辺には湿地帯が多いため、鉄道を通す場合には難工事が予想されたためである

。
このため、シベリア鉄道はトムスクよりも南に敷設され、
トムスクへはシベリア鉄道からトムスク支線だけが伸びて来ただけに過ぎない。この結果、
トムスクは東西交通の利益を得られず、ノボシビルスクなどシベリア鉄道沿いの町に、シベリア最大の都市の座を明け渡した

。
1917年のロシア革命の後に、トムスクはシベリア地方（後に西シベリア地方に改称）に含められた。
そして、1937年にはノヴォシビルスク州に属する都市とされた。
第二次世界大戦の際に、トムスクには多くの工場がヨーロッパ・ロシアから移されてきた。
1944年8月13日にはトムスク州が設置され、トムスクはその州都となった。
1950年代には高濃縮ウランとプルトニウムの工場および従業員の街が近郊に作られ、
これは後に核兵器なども扱う閉鎖都市の「トムスク7（現在のセヴェルスク）」となった。この周辺は、
放射性物質に汚染されているという。

## 教育

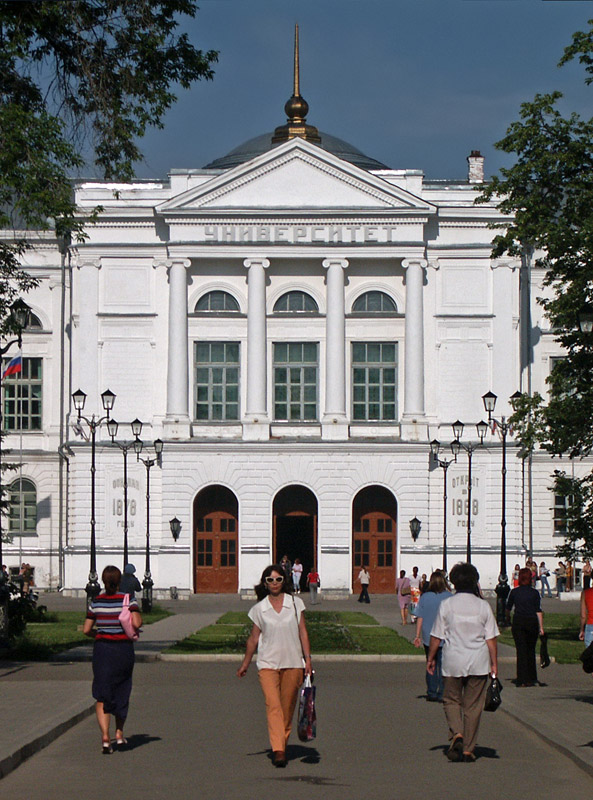
トムスク大学

1878年に設置され、1888年に開校したトムスク大学は、シベリアで最初の大学である。
さらに1896年には、シベリアで最初の技術専門学校が開校し、それはトムスク工科大学の前身となった。

## スポーツ
トムスクをホームタウンとするプロサッカークラブのFCトム・トムスクが存在する。
ロシア・ナショナル・フットボールリーグ（2部リーグ）に属している。2010年には、
当時の日本代表であった松井大輔も在籍していた。

## 友好都市
- モンロー、アメリカ合衆国 - 1995年に友好提携を締結した。
- トビリシ、グルジア - 2002年に友好提携を締結した。
- 蔚山、大韓民国 - 2003年に友好提携を締結した。
- ノヴォロシースク、ロシア連邦 - 2008年に友好提携を締結した。
- スモレンスク、ロシア連邦 - 2009年に友好提携を締結した。

## トムスクに由来する事物
メインベルトに公転軌道を有する小惑星の(4931) Tomskは、トムスクに因んで命名された。